# Klepu (Sumbermanjing)
Klepu is een bestuurslaag in het regentschap Malang van de provincie Oost-Java, Indonesië. Klepu telt 7665 inwoners (volkstelling 2010).